# Mutations (roman)
Pour les articles homonymes, voir Mutations.
Mutations (titre original: Frameshift) est un roman de Robert J. Sawyer publié en 1997, sur le thème de l'eugénisme social.

## Résumé
Un chercheur en génétique est atteint de la chorée de Huntington, une maladie dégénérative héréditaire. Il rencontre et épouse une psychologue qui insiste pour avoir un enfant avec lui.